# مبادرة الأيدي الممدودة
تُعدّ مبادرة الأيدي الممدودة منظمة غير ربحية تابعة للقسم 501 (ج) 3 من قانون الإيرادات الداخلية الأمريكية، أسسها جاي تي سايندر عام 2009. تهدف منظمة الأيدي الممدودة إلى «تحسين فهم الناس لبعضهم البعض والصداقة الدولية من خلال مشروعات التبادل والمشروعات الأخرى والتي بدورها تركز على قيمنا المشتركة الأساسية وإنسانيتنا.» وقد أسس السيد سايندر المنظمة بعد سماع خطاب الرئيس باراك أوباما عام 2009 في القاهرة، والذي تحدث فيه عن ترحيب الولايات المتحدة بمدّ يدها للعالم الإسلامي.

## البرامج
مقر مبادرة الأيدي الممدودة في الولايات المتحدة. وأطلقت أول برامجها في دمشق في سوريا في أغسطس عام 2010، وتتضمن أماكن البرامج التالية باكستان وإندونيسيا. كما تمركزت مناطق البرنامج حول التبادلات على مستوى القاعدة الشعبية في مجالات الصحة والإعاقة والإتاحة والفنون والثقافة.
ركّز البرنامج الأول على التبادلات في مجالي الموسيقى والإعاقة. وقد جاءت منظمة الأيدي الممدودة بمجموعة من المؤيدين الشباب ذوي الإعاقات من الولايات المتحدة إلى سوريا لمقابلة زملائهم السوريين من أجل تكوين أول مؤتمر قمة للشباب القادرين على الإطلاق. وقد عمل مؤتمر القمة كمكان لمناقشة ضم الأفراد ذوي الإعاقات وحقوقهم بالإضافة إلى اتفاقية حقوق الأشخاص ذوي الإعاقات التابعة للأمم المتحدة. وعمل أيضًا المؤتمر كمكان للبدء في ابتكار أول سلسلة كتب مصورة لوصف البطل الخارق ذي الإعاقة بما يحمله من قيم أمريكية وسورية.

## المجلس الاستشاري
- جاي تي سايندر، مؤسس ورئيس
- تينا براون
- مايك هولتزمان
- مارتن إس. أنديك
- السفير ميتشل بي ريس
- السفير باتريك ثيروز

## وصلات خارجية
- Official Website of the Open Hands Initiative
- Founder Jay T. Snyder